# Ultraleichtfluggelände Pilsach-Auf der Heid

i7
i11
i13
Das Ultraleichtfluggelände Pilsach-Auf der Heid, in der ICAO-Karte Deutschland auch als Ultraleichtfluggelände Pilsach bezeichnet, ist ein Ultraleichtfluggelände in den Gebieten der Gemeinden Pilsach und Berg bei Neumarkt in der Oberpfalz im Landkreis Neumarkt in der Oberpfalz in Bayern. Die Platzhalter und Betreiber sind Erwin und Michael Geitner.

## Lage
Das Ultraleichtfluggelände liegt etwa 3,5 km nördlich von Pilsach.

## Flugbetrieb
Das Ultraleichtfluggelände besitzt eine Betriebsgenehmigung für Luftsportgeräte. Es dient dem Verkehr und Betrieb von Luftsportgeräten der Platzhalter und mit deren Zustimmung (PPR) auch dem Verkehr und Betrieb von Luftsportgeräten Dritter. Das Ultraleichtfluggelände ist mit einer 300 m langen und 18 m breiten Start- und Landebahn aus Gras (Richtung 08/26) ausgestattet. Es wurde am 25. November 2009 genehmigt. Die Betriebsaufnahme wurde am 21. Mai 2010 gestattet.